# Wildness
Wildness è il settimo album in studio del gruppo musicale rock britannico Snow Patrol, pubblicato il 25 maggio 2018.

## Tracce
1. Life on Earth – 5:22
2. Don't Give In – 3:59
3. Heal Me – 4:01
4. Empress – 4:29
5. A Dark Switch – 4:18
6. What If This Is All the Love You Ever Get? – 3:49
7. A Youth Written in Fire – 4:08
8. Soon – 4:20
9. Wild Horses – 4:38
10. Life and Death – 5:35

Tracce bonus (Edizione deluxe)
1. Life on Earth (alternate version) – 4:41
2. Don't Give In (alternate version) – 3:37
3. Heal Me (alternate version) – 4:33
4. What If This Is All the Love You Ever Get? (alternate version) – 4:16
5. Soon (alternate version) – 3:32